# Матильда Брабантская (графиня Голландии)
Матильда Брабантская (1200 — 22 декабря 1267) — дочь герцога Брабанта Генриха I и Матильды Булонской.
В 1212 году Матильда вышла замуж пфальцграфа Рейнского Генриха VI (ум. 1214). Матильда была ещё ребёнком, когда вступила в брак, и Генрих умер до того, как она смогла бы родить детей.
Матильда вышла замуж только через 10 лет после смерти первого мужа, 6 декабря 1224 года, за графа Голландии Флориса IV. Невесте было около 24-х лет, а жениху было 14 лет. Их первенец родился только через четыре года.
Матильда овдовела во второй раз уже в 1234 году, когда её 24-летний муж был убит на турнире. Она умерла 33 года спустя, в 1267 году.

## Дети
У Матильды было пятеро детей от второго брака с Флорисом IV:
- Вильгельм II (1228—1256), граф Голландии и Зеландии с 1234 года, антикороль Германии с 1247 года.
- Флорис де Воогд (ок. 1228—1258), регент Голландии в 1248—1258 годах.
- Аделаида Голландская (1225—1284), регент Голландии в 1258—1263 годах. Жена с 1246 года Жана I Авен, графа Геннегау. Их потомки в 1299 году унаследовали Голландию.
- Маргарита (? — 1277), жена с 1249 года графа Германа I Геннеберга.
- Матильда (? — 1256)